# High Legh
High Legh is een civil parish in het bestuurlijke gebied Cheshire East, in het Engelse graafschap Cheshire met 1653 inwoners.